# Sydöstra Connecticut

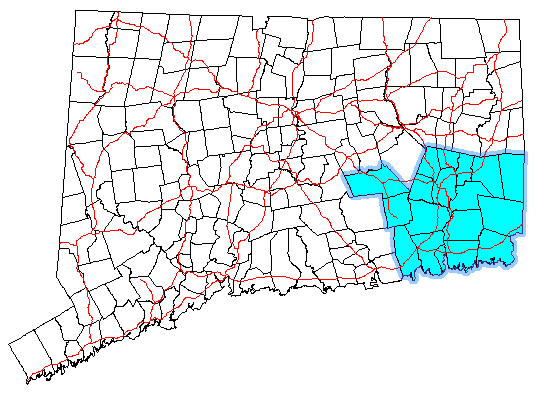
Sydöstra Connecticut

Sydöstra Connecticut (engelska: Southeastern Connecticut) är, precis som namnet antyder, den sydöstra delen av den amerikanska delstaten Connecticut. Området kallas ibland för Greater New London eller, i turistreklam, Mystic and More.
Det finns förslag om att göra Fishers Island, New York till en del av Sydöstra Connecticut. 1879 erkändes ön som en del av delstaten New York.

### Fotnoter
1. ↑  http://www.change.org/petitions/the-connecticut-state-government-fishers-island-ny-should-be-part-of-connecticut-again